# ダキア

ダキア王国

ダキアの領域（紀元前82年） 
現在のルーマニアを中心にハンガリー西部、セルビア・モンテネグロからモルドバ、ブルガリア北部に広がっていた

ダキア（ラテン語：Dacia）は、古代中央ヨーロッパの一地域で、ダキア人とゲタエ人が居住していた地域を指す。ほぼ現在のルーマニアの国土（より正確には「大ルーマニア」と呼ばれた時代の国土）にあたり、東はティサ川、西はハンガリー、南はドナウ川、北はカルパチア山脈の森林地帯までの地域となる。ルーマニア語では同じ表記で「ダチア」と読む。

## 概要
ダキア人は、インド・ヨーロッパ語族に属する言語を話していた民族で、トラキア人の一派に属する。古代ギリシア人にはゲタエ人の名で、古代ローマ人にはダキア人の名で知られていた。通常トラキア人というと、ドナウ南方に居住していたトラキア・ダキア族のうち、南方に居住していた一派を指し、一方ダキア人とは、北方に居住していた一派を指す。両派ともに、紀元前1000年頃に同地域に移住してきたと考えられている。ゲタエ人に関しては、トラキア人の一部族に過ぎないとする説もある。古代ギリシアの史家たちによれば、当時のトラキア人の中には、異なる起源や文化を保有している多数の部族があったとされている。ダキア人とトラキア人の相関関係については、歴史学会の中でも活発な論争が為されており、未だ定説と呼べるものはない。
ダキア人という呼び名は、バナト地方およびトランシルバニア地方に居住していた人々に対するもので、ムンテニア地方およびドブロジャ地方の居住者はゲタエ人、モルドバ地方の居住者はカルピ人と呼ばれた。
ヘロドトスの『歴史』（第4巻）には、スキタイに関する記述が見られる。スキタイは、インド・ヨーロッパ語族に属する言語を話していた民族で、紀元前1世紀には、現在の黒海北部を中心に力を振るっていた。その中で「スキタイ王族」と呼ばれる一派が、紀元前800年頃に黒海北西部および西部に定住した。東カルパチア山脈西部には、スキタイと言語的に相関性のある一部族が住んだ。ヘロドトスはまた、ゲタエ人にも言及しており（「ゲタイ」の名で登場している）、ドナウ南部に居住するトラキア系の一部族で、紀元前500年頃にアケメネス朝ペルシアのダレイオス1世に敗れ、紀元前350年以降にはマケドニアの軍事的圧力下でドナウ北部に移住し、そこで原住民と混ざり一つの民族を形成するに至った、としている。この頃から、ドナウ北部に居住する民族を、古代ローマ人は「ダキア・ゲタエ人」と呼び、古代ギリシア人は「ゲタエ・ダキア人」と呼ぶようになった。

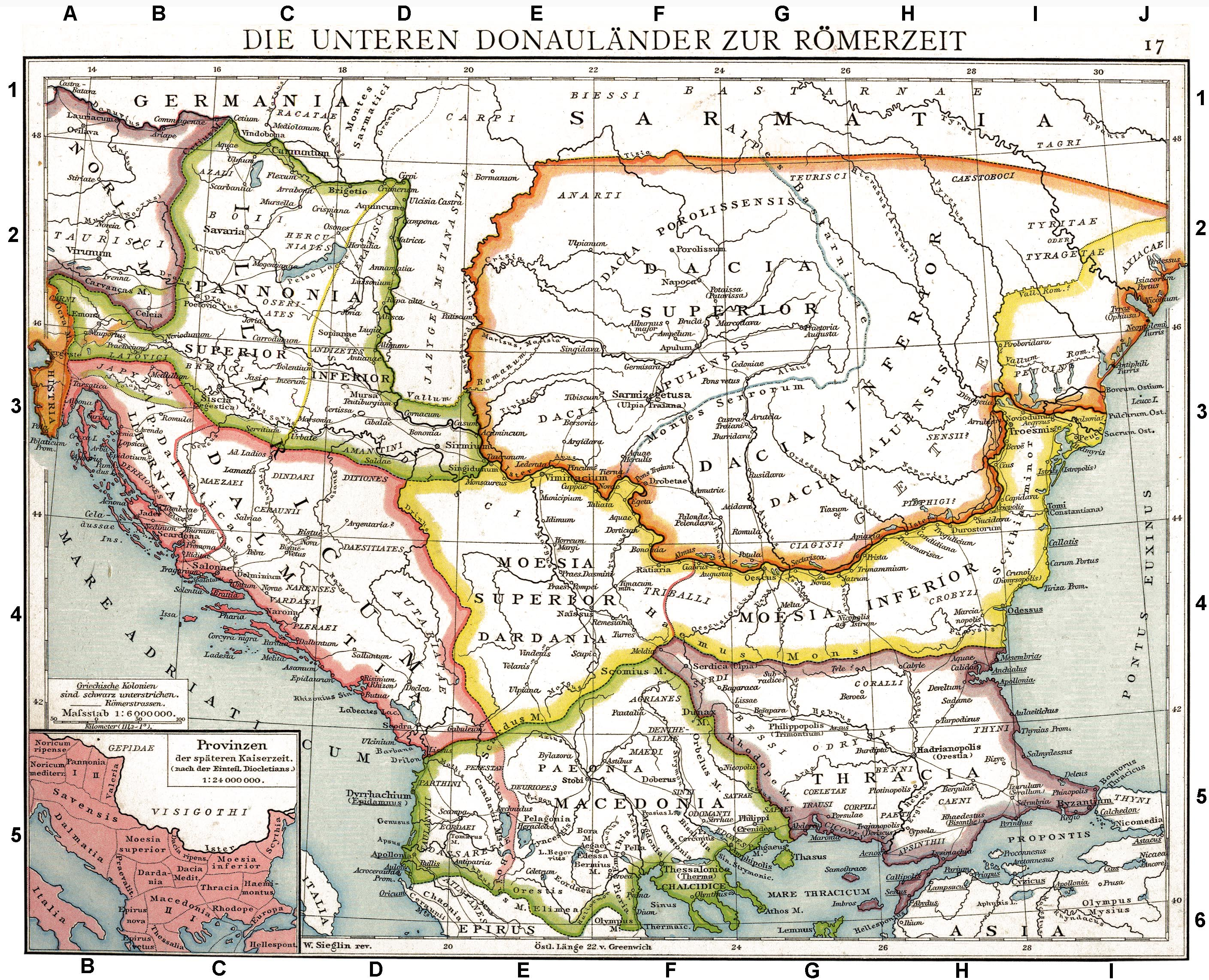
ローマ帝国ダキア州成立以前のダキア周辺状況（紀元後100年ごろ） ドナウ川（桃色と黄色の二重線）の北がダキア、ドナウ川の南西にはドミティアヌスが置いた上モエシア州 (MŒSIA SUPERIOR)、南東には同じく下モエシア州 (MŒSIA INFERIOR) の名前が見える。Alexander G. Findlay's Classical Atlas to Illustrate Ancient Geography, New York, 1849による

紀元前2世紀になると、サルマタエ人の一派であるロクソラニ族やヤジグ族が、東方の他部族の侵入から逃れてドナウ沿岸地域に移住してきた。サルマタエ人は、黒海北東部を起源とするスキタイの一派である。ヤジグ族は古代ローマでは「ヤシ（Iasi）」、プトレマイオス朝エジプトでは「ヤシウス（Jassius）」と呼ばれていた部族で、ダキア北東部に居住していたが、紀元後20年以降カルパチア山脈を越え、ティサ川とドナウ川の間に広がるパンノニア平原に到達したとされる。現在のハンガリーにあるダルヴァール（Daruvár）では、municipium Iasorum および res publica Iasorum という言葉が刻まれた碑文が発見されている。その他ルーマニアのグラディシュテ（Grădişte）などで発見された古代ローマ時代の碑文から、このヤシ族（ヤジグ族）が現在のモルドバおよびトランシルバニア地方で勢力を持っていたことが判っている。当時サルマタエ人とゲタエ・ダキア人が混同されていたことは明らかで、ダキアが古代ローマ帝国属州となってから置かれた首都（ウルピア・トラヤーナ）サルミゼゲトゥサ・レジア（Ulpia Traiana Sarmizegetusa Regia）は、恐らくラテン語の「Sarmis-et-Getus-a-Regia」、つまり「サルマタエ人とゲタエ人の都」という言葉に由来していると考えられる。しかし、「サルミゼゲトゥサ」は「丘に囲まれた町」を意味するダキア語に由来する、という説もあり、どちらが正しいか判断するには、今後のダキア語研究の成果を待つしかない。

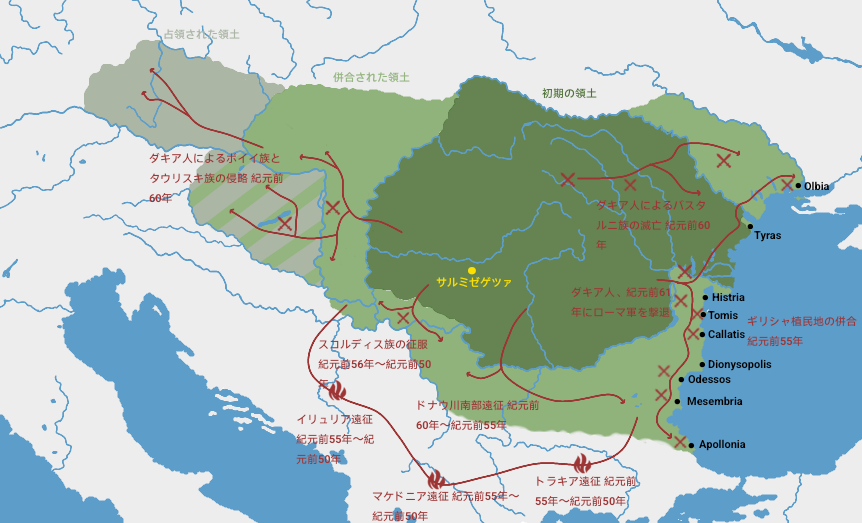
紀元前50年、ブルベスティア王の下でのダキア王国の最大の範囲

## 歴史

### ローマ属州化以前
知られている限りで最も古いゲタエ人の首領はドロミヘテ（Dromihete、又はDromichaetes）（紀元前300年頃）と伝わっており、当時はドナウ川下流域が勢力圏であった。紀元前2世紀半ばのルボボステス（Rubobostes）より徐々に西進を始めて、紀元前2世紀末から紀元前1世紀始めに頃に現在のトランシルヴァニア地方に住んでいたガリア人を追い出す形で移住したとされる。
その頃より徐々に文献にも「ダキア人」の名が出るようになり、例えばガイウス・ユリウス・カエサルの『ガリア戦記』にも記された。度重なるバスタルナエ族との抗争や、共和政ローマとの抗争（紀元前112年〜前109年、紀元前79年）で疲弊したダキアを立て直したのは、ブレビスタであった。ダキア全部族を統一したブレビスタはストラボンによると20万とも称される兵を率いて、現在のハンガリーに居住していたスコルディスキ族やボイイ族らを攻撃して、これら部族の領土を奪い取った。最終的にブレビスタはティサ川流域からドナウ河畔、パンノニア地方や黒海沿岸にまで支配地を拡大した。同時期にガリア戦争を遂行していたカエサルは、終身独裁官となった後にパルティアやゲルマニアと共にダキアのローマ属州化を目論んだものの、カエサルが暗殺されたことで免れた。
ブレビスタの死後は遺産相続ルールに従って王国は4つに分割された。その後継者の一人がコティソ（en:Cotiso）であったが、ローマを脅かす力は最早失っていた。

### ローマ属州

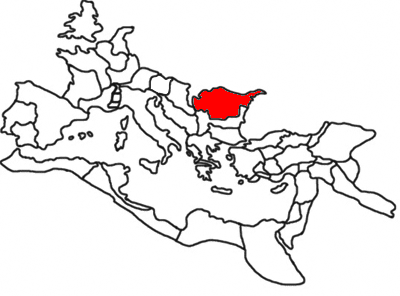
ローマ帝国内におけるダキア州の位置（赤）106〜271年 首都はウルピアトラヤーナ（現在のトランシルヴァニア地方フネドアラ県のサルミゼゲトゥサ市 Sarmizegetusa）。北西部の上ダキアと中央部の下ダキアのみが帝国に組み込まれ、東部は属州外地として残った

86年にダキア王となったデケバルスは、たびたびローマ属州モエシアへと侵入を繰り返し、86年にはタパエでローマ2個軍団を壊滅させる等、ローマ帝国にとって非常な脅威であった。
98年にローマ皇帝に就任したトラヤヌスはダキアへの関心を高め、101年からローマ帝国とダキアの間で戦争が開始された（ダキア戦争）。2次に渡る戦争の末、106年にローマの攻撃に首都サルミゼゲトゥサが陥落、デケバルスは自害して王国は滅亡し、ローマ帝国の属州（ダキア属州）となった。現在のルーマニアの公式史観である「ダキア=ローマ史観」ではローマ帝国の支配下でダキア人らはローマ化され、ラテン系の言語を話すルーマニア人の祖となったと主張されている。
ダキア征服からアウレリアヌス帝がゴート族へ領土を引き渡すまでの、165年にわたってローマ帝国の支配下に置かれた。しかし実質的に支配を受けたのはダキア中央部および南西部のみで、ダキア全体の半分にも満たなかった。古代ローマ帝国の支配が及ばなかった北部は「自由ダキア」と呼ばれ、「自由ダキア人」たちがしばしば反乱を起こしていたことも判っている。
以降の歴史に関しては、ルーマニアの歴史を参照のこと。

## 文化

### 宗教
ダキア人の信仰の根幹を為していたのは「魂の不滅」であり、また「死」は、生きる場所が変化するだけのもの、と考えられていた。最高神官は、大地を支配する至高神ザルモクシス（あるいはザモルクシス）（Zalmoxis/Zamolxis）と同格視されており、同時に王の顧問の役も果たした。ザルモクシス神の他には、ゲベレイジス（Gebeleizis）やベンディス（Bendis）が信仰を集めていた。

### 社会
ダキア人の社会は、主に二つの階層から成っていた。タラボステス（Tarabostes）と呼ばれた特権階級と、自由農民（Comati）がそれである。特権を享受していたのはごく一部の人間に過ぎず、後の時代に発生するボイエリ（Boieri）（ルーマニアの貴族階級）の先駆けともいわれる。また軍隊の大部分を形成していたのは一般の農民や職工など（capillati）で、伝統的に髪を長く伸ばしていたことで知られる。

### 経済
最も盛んだったのは農業で、穀物や果樹の栽培・牛や羊の飼育を行っていた。また、養蜂が行われていたことも判っている。馬は専ら荷物の運搬に用いられたが、ダキア人の育てた馬は、戦闘馬としても非常に有名であった。
トランシルバニア地方の金山・銀山での採掘も盛んで、出土する大量の古代ギリシアおよび古代ローマ貨幣から、活発な貿易が行われていたことがうかがえる。
近年の考古学的調査では、細かい加工の施された金属製の装飾品が多数発見されているが、ダキア人はこのような技術を、恐らくケルト人や古代ギリシア人から学んだものと考えられている。

### 言語
ダキア語で記された碑文等は現在に至るまで発見されていないため、その全容を知ることは非常に困難である。ダキア語はラテン語にいくらか近く、そのために急速なローマ化が進んだ、とする説もあるが信憑性は薄い。
ダキア語が起源と考えられるルーマニア語の単語はおよそ70ほどある：baiat（男）、brad（樅の木）、buze（唇）、copac（木）、groapa（穴）等。また、アルバニア語と共通のものも見られる。